# Antoni Cases i Pallarès
Antoni Cases i Pallarès (Barcelona, 15 de desembre del 1958) és un empresari i dissenyador català. Dirigeix l'estudi de disseny gràfic Cases i associats. El 2007 va ser un dels fundadors del diari Público amb Jaume Roures i Tatxo Benet. Va ser el dissenyador de la publicació i era el propietari del 6,88% de l'empresa editora Mediapubli a través d'Editoriales Panamericanas. Amb el tancament de l'edició en paper de Público, Cases va passar a ser l'accionista majoritari de la nova versió digital, controlant el 40% de la nova editora Display Connectors a través de Pag 1.